# 後宮 (伊斯蘭)

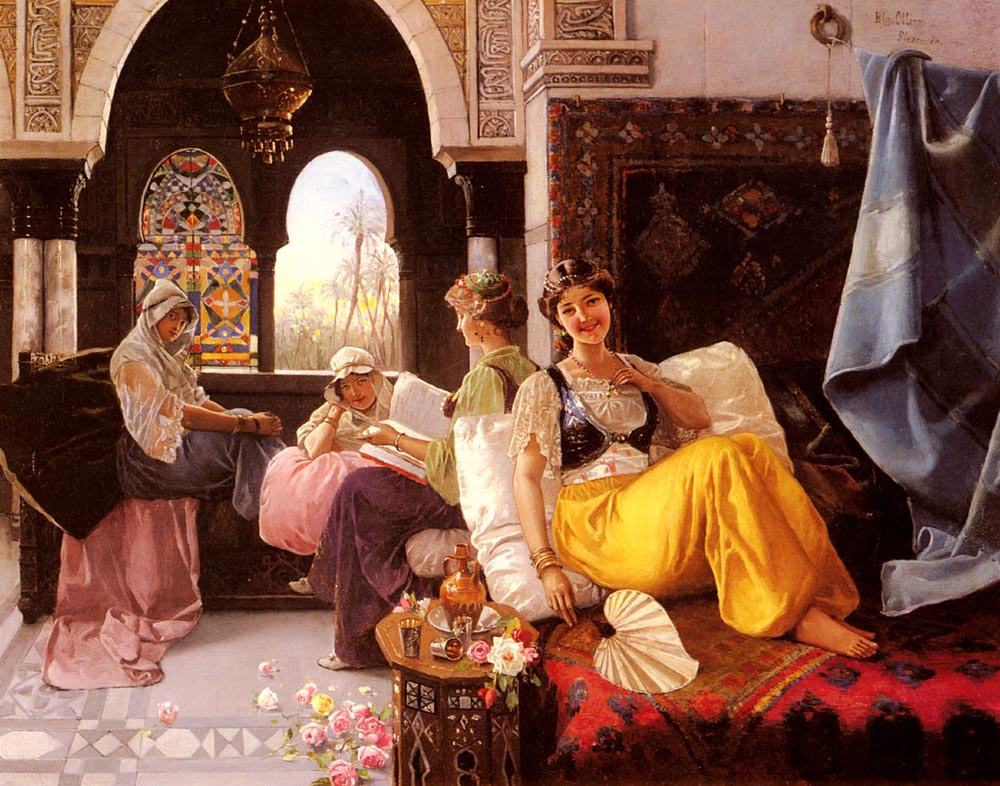
1915年，欧洲画家笔下的後宮油畫

伊斯蘭世界的後宮（阿拉伯语：حرم），本義為禁止之地，神圣密室。起源于近东，包括阿拉伯帝國的倭馬亞王朝與阿拔斯王朝、伊朗的薩法維王朝、印度的蒙兀兒帝國與土耳其的奥斯曼帝国等皇室。并通过奥斯曼帝国传入西方世界。指在一夫多妻制环境下的女性以及未成年兒子的居住场所，禁止成年男性进入。
奧地利作曲家莫扎特曾以鄂圖曼帝國後宮為題材創作歌劇《後宮誘逃》。歐洲畫家經常以有關主題作為題材（參看東方主義）。日本动漫中的“后宫型作品”中的后宫一词就来源于此概念。

## 鄂圖曼帝國
鄂圖曼帝國時期，蘇丹的後宮，等級秩序嚴謹，以在位蘇丹的母親（稱蘇丹皇太后）地位最高並擁有絕對的權力，有部分蘇丹皇太后甚至能代替蘇丹本身執掌國政。在鄂圖曼帝國初期，蘇丹的四位正妻稱蘇丹，其之下有多個級別的妃嬪，最高為可敦，再之下依次夫人、幸人（土耳其語：Ikbal）、睞人（土耳其語：Gözde）等。後來改制，正妻改稱皇后，廢除可敦位號，其他妃嬪位號不變。嫡子繼位後，其生母會被尊為蘇丹皇太后，若由庶子繼位，其生母不得尊為皇太后，有些會由其中一位嫡母作為養母尊為蘇丹皇太后。
後宮中有多名不同等級的宮女，負責不同職務。

## 圖庫

伊斯蘭後宮的相關繪畫作品
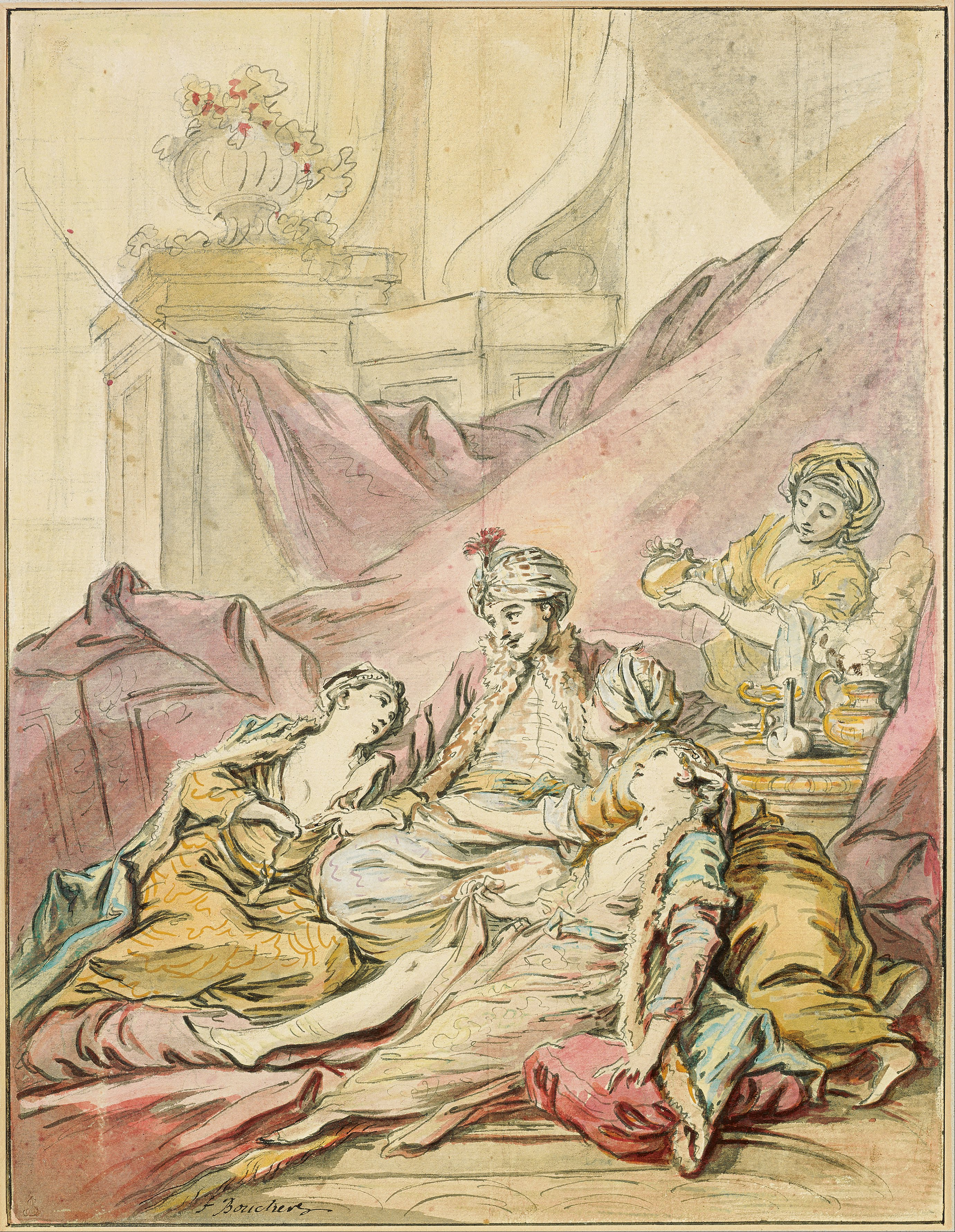
The Pasha in His Harem by Francois Boucher c. 1735-1739
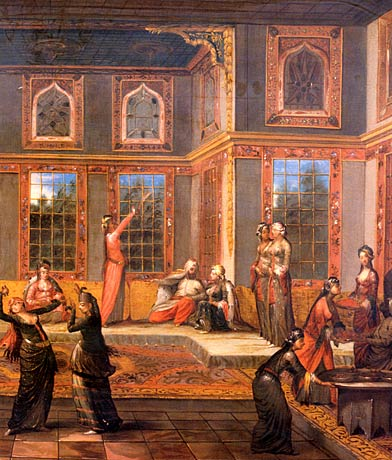
Scene from the Harem, Jean-Baptiste van Mour (1st half of the 18th century)
Scene in a Harem, by Guardi
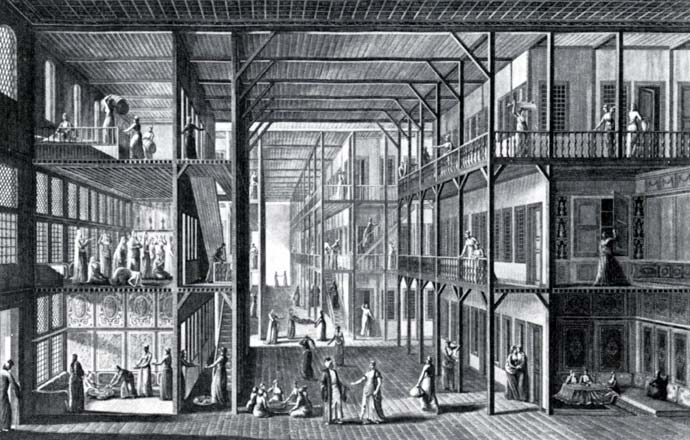
The Harem as imagined by European artist, The Dormitory of the Concubines, by Ignace Melling, 1811.
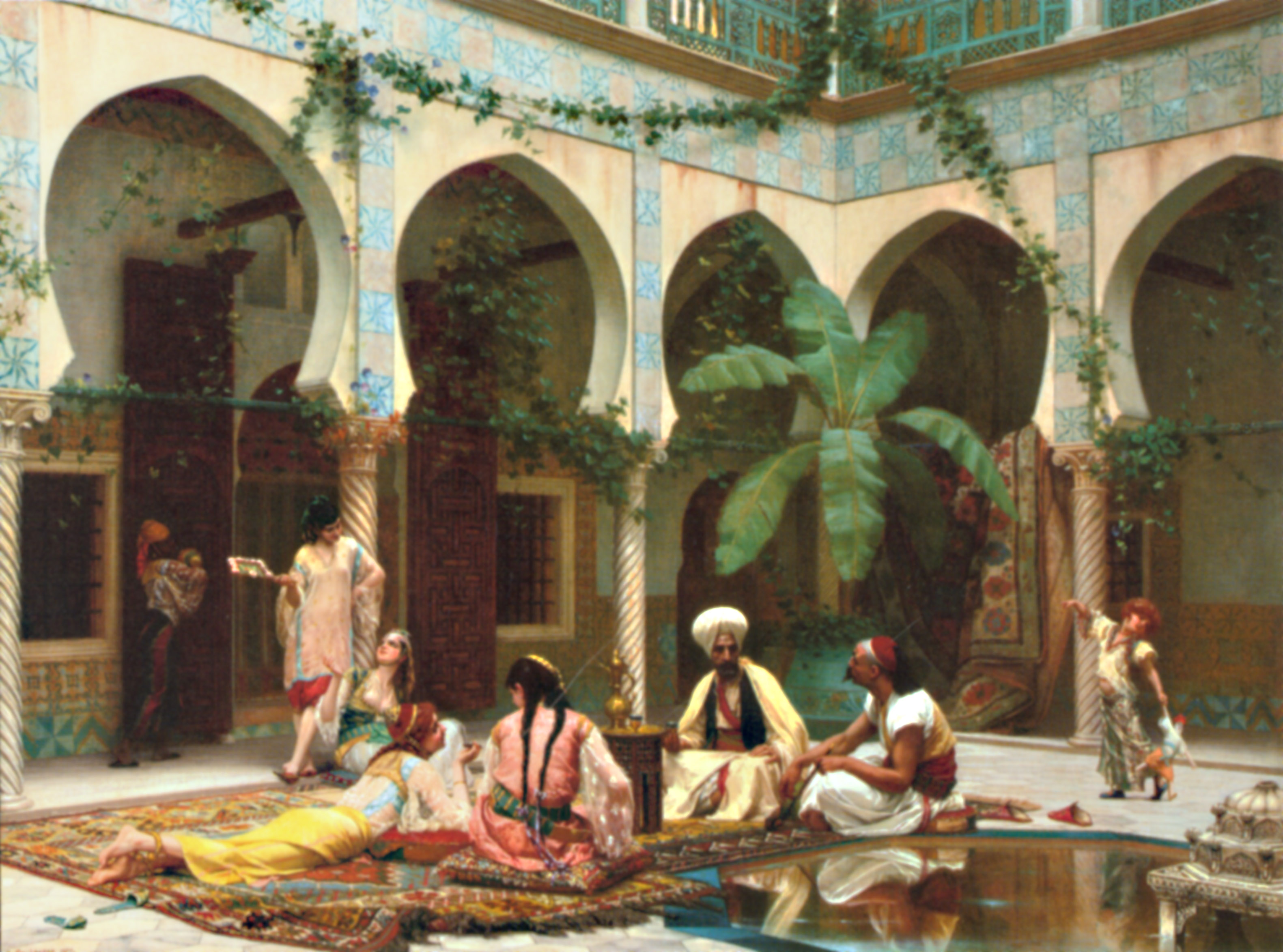
Gustave Boulanger: The Harem
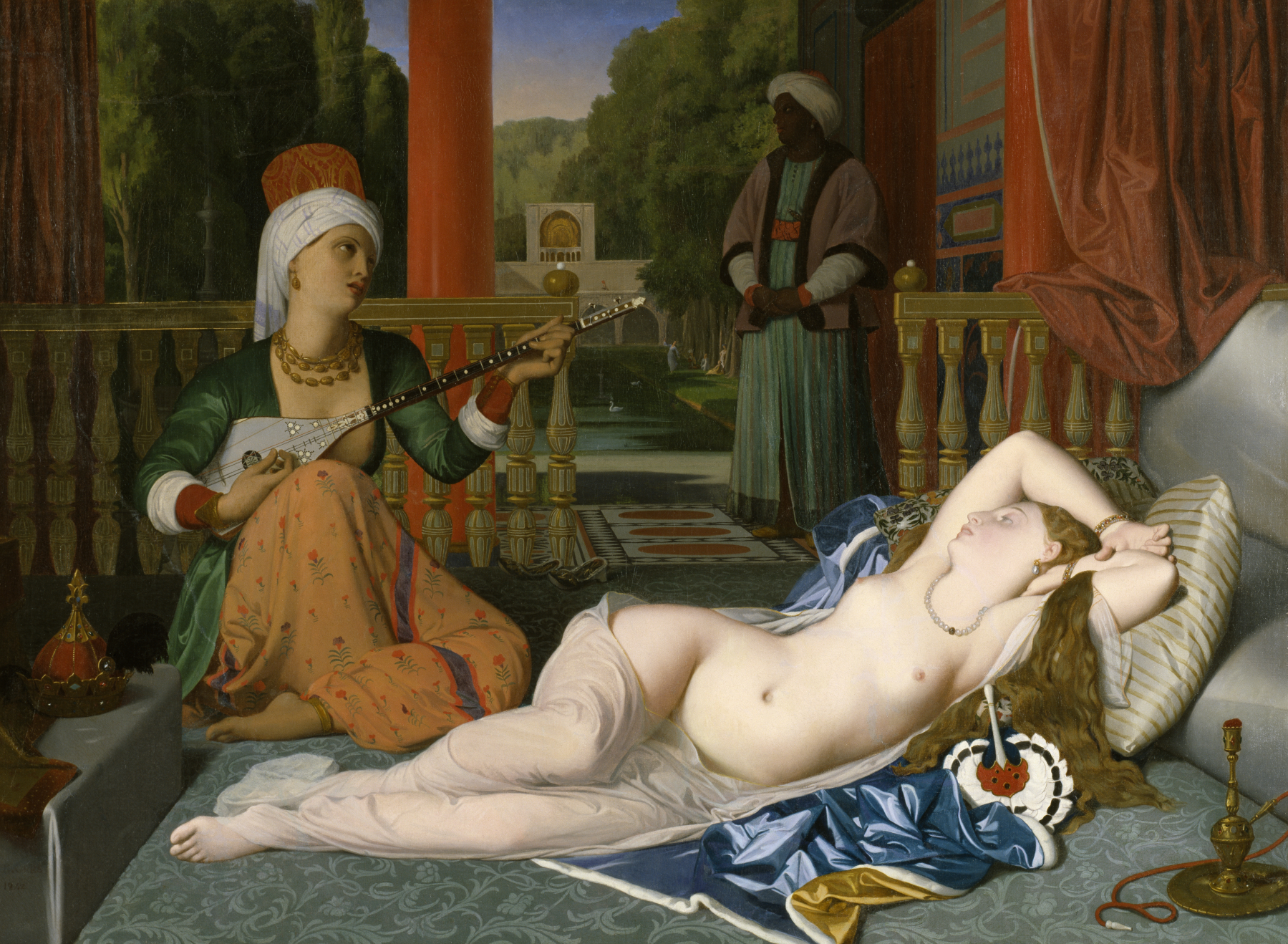
Harem scene by Dominique Ingres
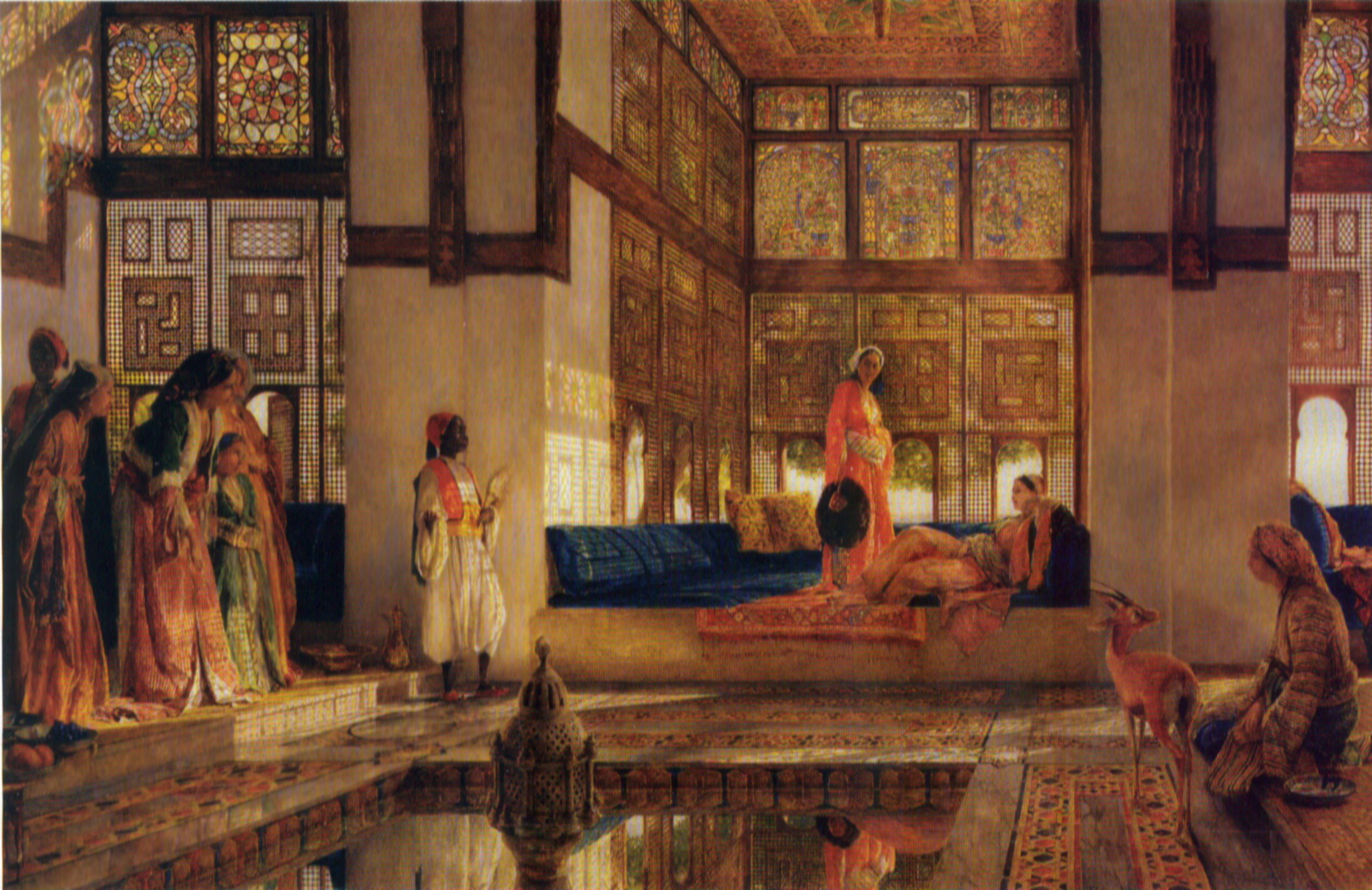
The Reception, John Frederick Lewis, 1805-1875, English
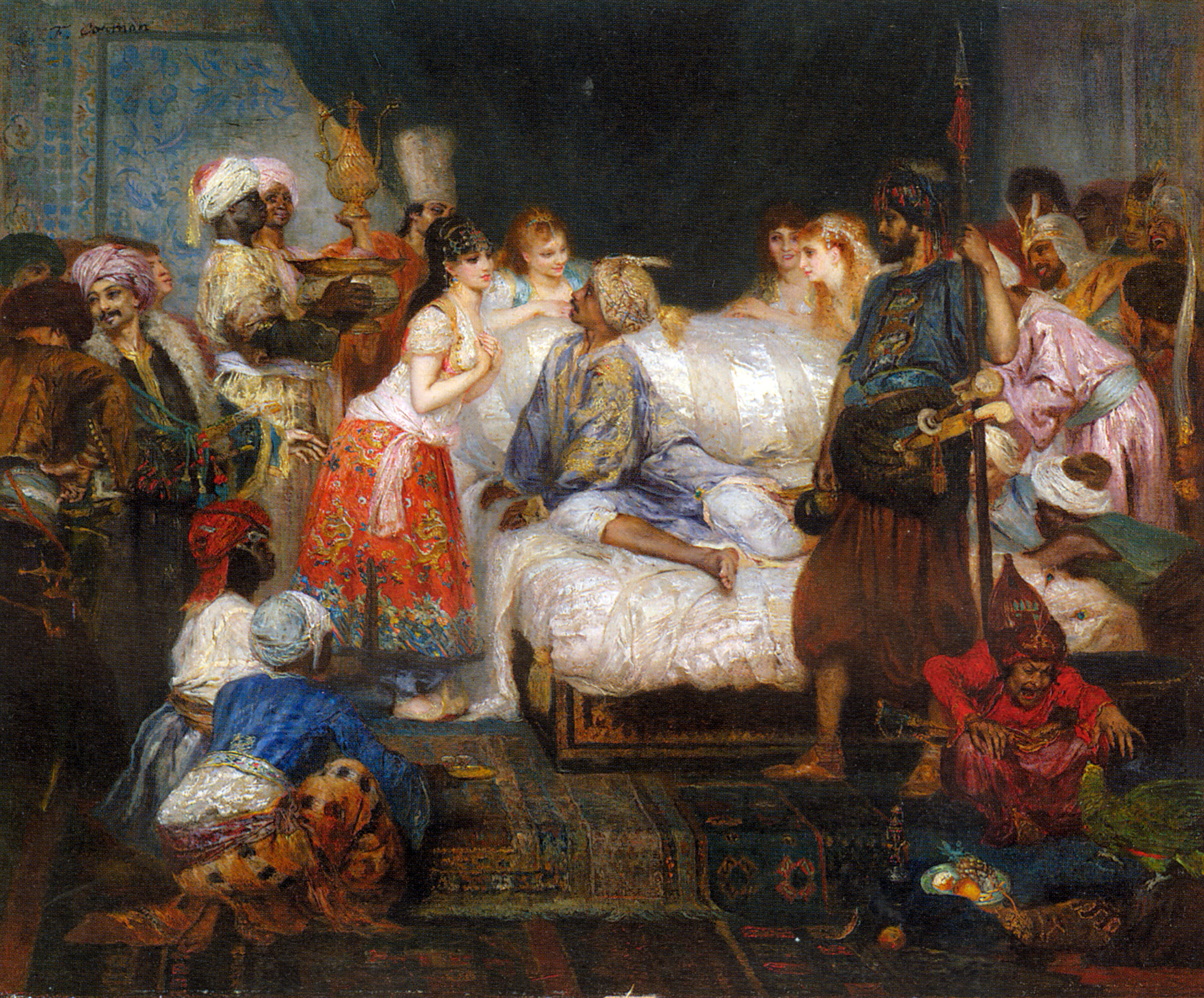
Scene from the Harem by Fernand Cormon, c. 1877
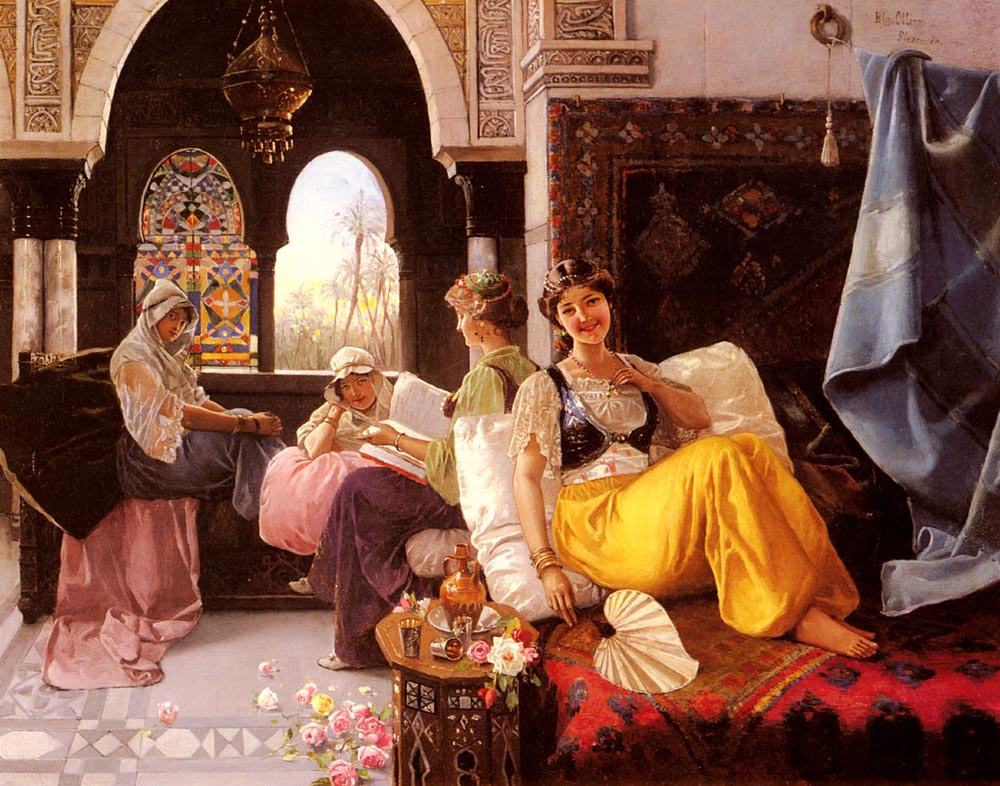
Harem Scene, Quintana Olleras, 1851-1919, Spanish
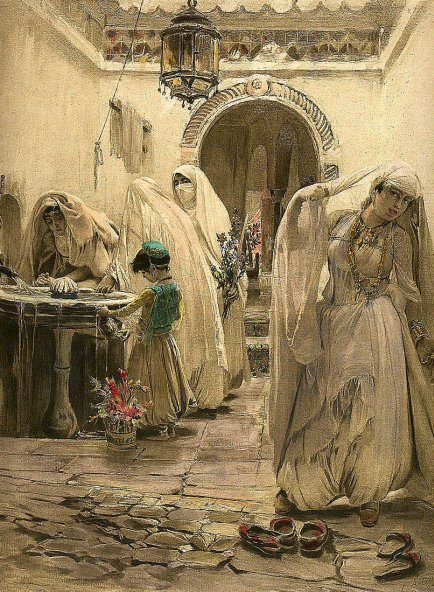
The Harem Fountain, Frederick Arthur Bridgman, 1847-1928, American
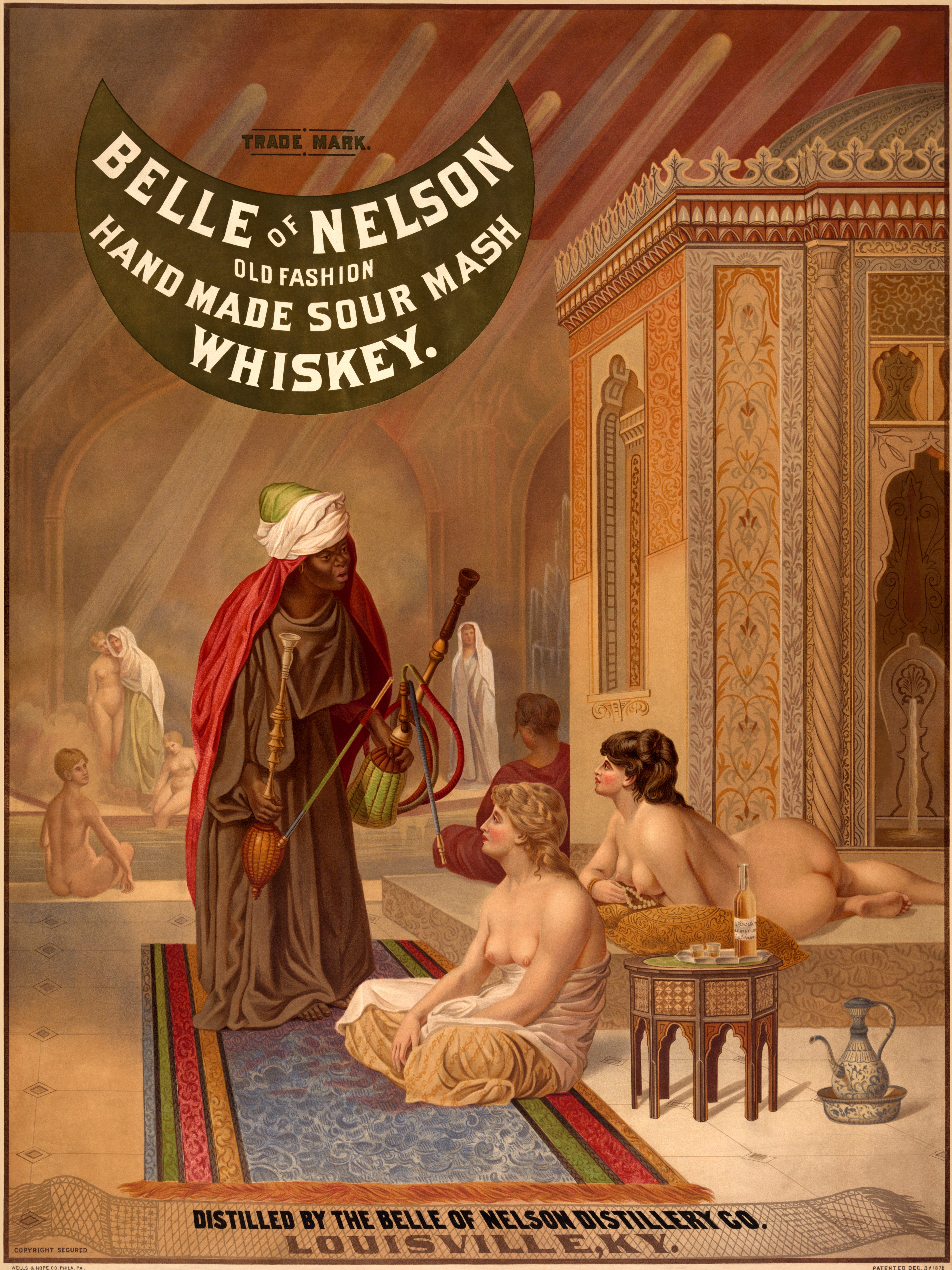
Belle of Nelson whiskey poster (1878), based on a harem scene by Jean-Léon Gérôme.
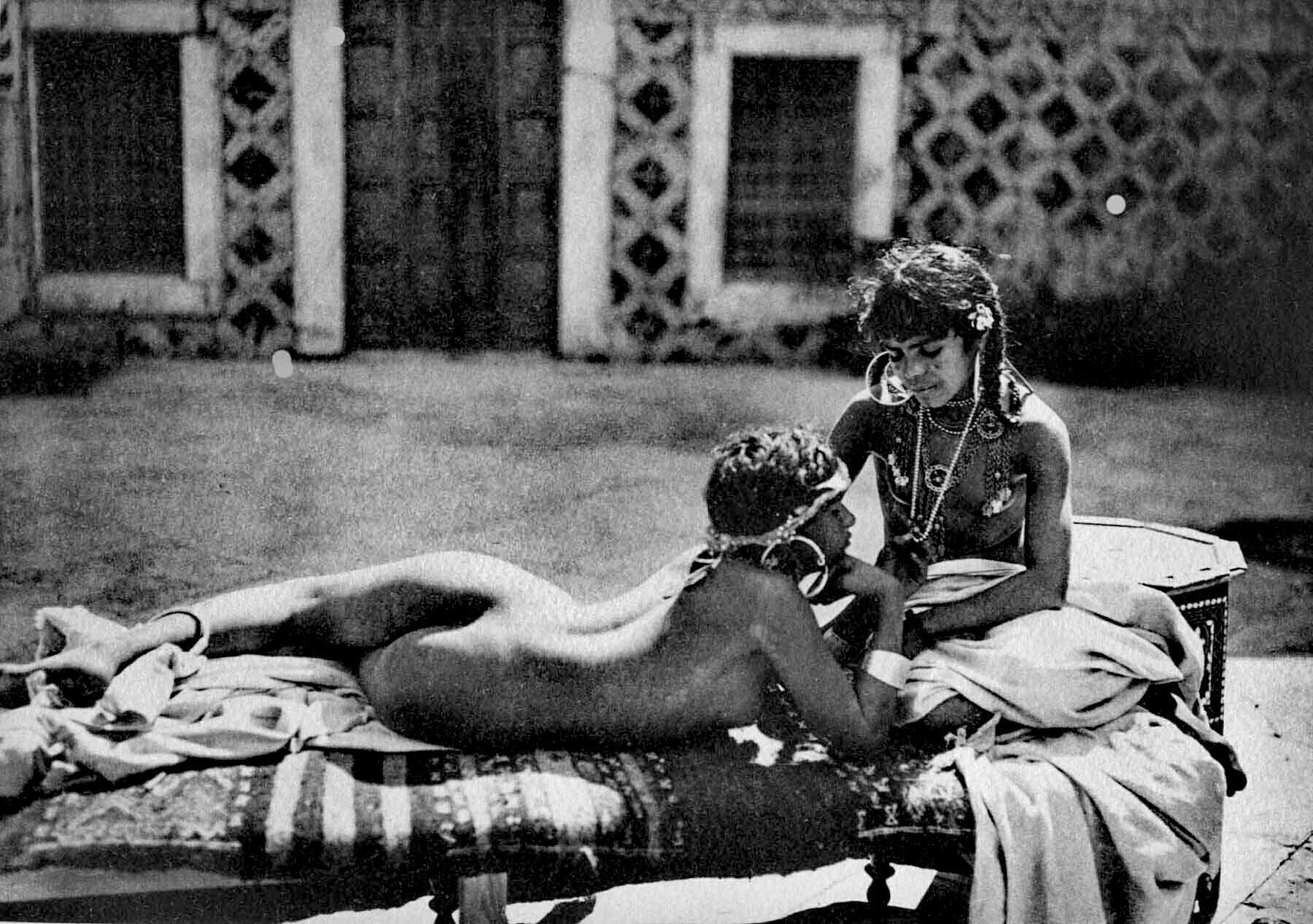
In the harem, Lehnert & Landrock postcard, 1900s-1910s
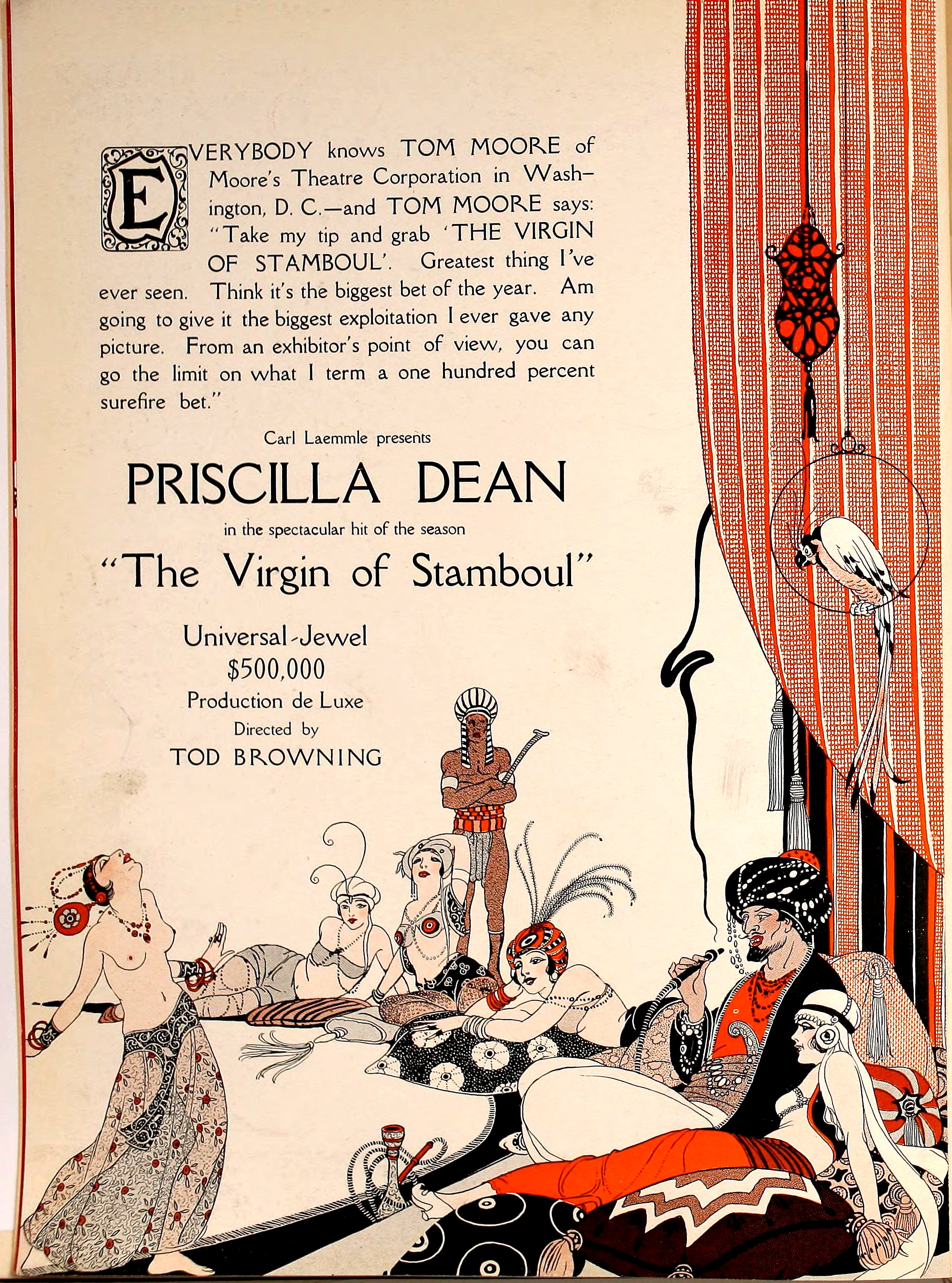
The Virgin of Stamboul, 1920 film poster

## 參看
- 東方主義